# Foxing
Foxing (kinesiska: 佛星镇, 佛星) är en köping i Kina. Den ligger i provinsen Sichuan, i den sydvästra delen av landet, omkring 99 kilometer sydost om provinshuvudstaden Chengdu. Antalet invånare är 18 350. Befolkningen består av 8 867 kvinnor och 9 483 män. Barn under 15 år utgör 14,0 %, vuxna 15-64 år 66 %, och äldre över 65 år 18,0 %.
Genomsnittlig årsnederbörd är 1 384 millimeter. Den regnigaste månaden är juli, med i genomsnitt 305 mm nederbörd, och den torraste är december, med 9 mm nederbörd.